# Kwanyama
Kwanyama är en standardvariant av oshiwambo, som talas av sammanlagt omkring 670 000 människor i Angola och Namibia. Kwanyama är ömsesidigt begripligt med andra varianter av oshiwambo, som ndonga. Namnet oshiwambo används ibland synonymt med kwanyama, eftersom kwanyama, som har en egen ortografi, betraktas som en slags standarddialekt av oshiwambo.
Kwanyama är ett tonspråk, där ett ords tonhöjdsförlopp kan vara betydelseskiljande. Bland nasalerna utnyttjas kontrasten mellan varianter som uttalas med stämton och utan.
Kwanyama är undervisningsspråk de första skolåren i en del skolor i norra Namibia. I högre klasser är det ett valbart läroämne. I Angola kwanyama nyligen införts i skolundervisningen.